# Neue Pinakothek
La Nuova Pinacoteca (Neue Pinacothek) è un museo di pittura e scultura che conserva opere a partire dal periodo post Rivoluzione francese (1790)  fino a al Simbolismo e al Liberty (1910).
Si trova al numero 29 di Barerstraße nel quartiere di Maxvorstadt, nella zona dei grandi musei di Monaco di Baviera chiamata Kunstareal.
Fu inizialmente costruito da Ludovico I di Baviera. Molto danneggiato durante la seconda guerra mondiale e completamente distrutto nel dopoguerra, venne ricostruito negli anni ottanta da Alexander von Branca in stile moderno.
La pinacoteca espone opere di: Francisco Goya, Thomas Gainsborough, Jacques-Louis David, Eugène Delacroix, Paul Gauguin, Paul Cézanne, Gustave Courbet, Edgar Degas, Gustav Klimt, Wilhelm Leibl, Max Liebermann, Claude Monet, Camille Pissarro, Pierre-Auguste Renoir, Giovanni Segantini, Georges-Pierre Seurat, Paul Signac, Alfred Sisley, Carl Spitzweg, Vincent van Gogh, Hans von Marées, Egon Schiele, Franz von Stuck, Ferdinand Hodler, Antonio Canova, Angelika Kauffmann, Max Zimmermann, Karl Spitzweg, Caspar David Friedrich, Anton Graff, Johann Friedrich Overbeck, James Ensor, Edvard Munch, Fernand Khnopff, Arnold Böcklin, Theo van Rysselberghe, Édouard Vuillard, Constantin Meunier, Johann Christian Reinhart e altri artisti.
Dal gennaio 2019 la pinacoteca è chiusa per lavori di ristrutturazione (fino al 2025 presumibilmente).
Una parte dei capolavori si trova al pian terreno ala est della Alte Pinakothek.

## Le opere maggiori

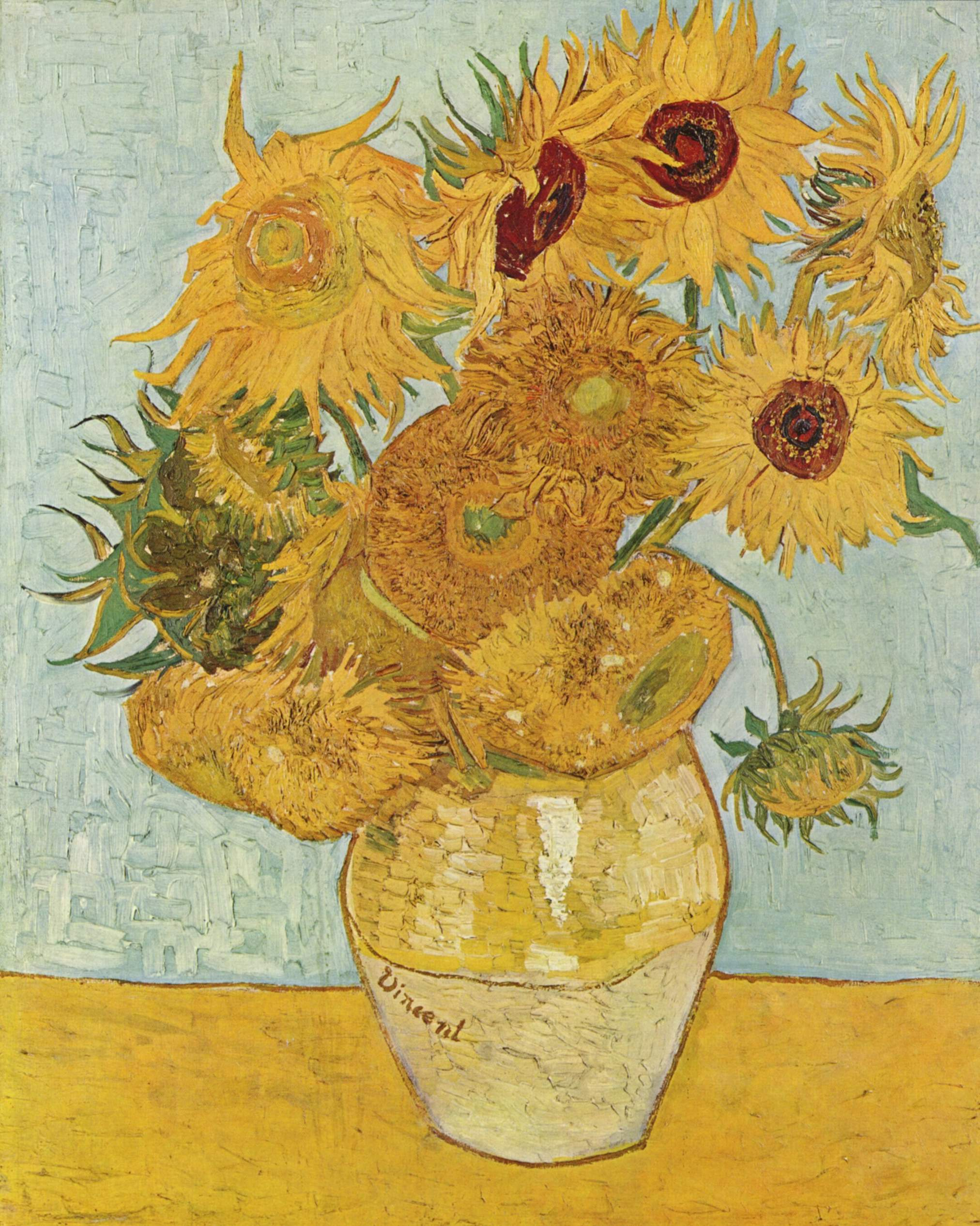
"I girasoli"
Vincent van Gogh

Édouard Manet
- Monet che dipinge sulla sua barca

Paul Cézanne
- Terrapieno, 1870

Vincent van Gogh
- I girasoli, 1888